# Kutî, Strîi
Kutî (în ucraineană Кути) este un sat în comuna Lîseatîci din raionul Strîi, regiunea Liov, Ucraina.

## Demografie
Componența lingvistică a localității Kutî
     Ucraineană (100%)
Conform recensământului din 2001, toată populația localității Kutî era vorbitoare de ucraineană (100%).